# Skogly
Skogly est une localité du comté de Nordland, en Norvège.

## Géographie
Administrativement, Skogly fait partie de la kommune d'Øksnes.